# Madvillainy
Madvillainy är hiphopduon Madvillains debutalbum som släpptes 23 mars 2004 av Stones Throw Records.

## Låtlista
1. "The Illest Villains" — 1:56
2. "Accordion" — 1:58
3. "Meat Grinder" — 2:11
4. "Bistro" — 1:07
5. "Raid" (med M.E.D.) — 2:30
6. "America's Most Blunted" (med Quasimoto) — 3:54
7. "Sickfit" (instrumentell) — 1:22
8. "Rainbows" — 2:51
9. "Curls" — 1:35
10. "Do Not Fire!" (instrumentell) — 0:52
11. "Money Folder" — 3:02
12. "Shadows of Tomorrow" (med Quasimoto) — 2:36
13. "Operation Lifesaver AKA Mint Test" — 1:30
14. "Figaro" — 2:25
15. "Hardcore Hustle" (med Wildchild) — 1:21
16. "Strange Ways" — 1:51
17. "Fancy Clown" (med Viktor Vaughn) — 1:55
18. "Eye" (med Stacy Epps) — 1:57
19. "Supervillain Theme" (instrumentell) — 0:52
20. "All Caps" — 2:10
21. "Great Day" — 2:17
22. "Rhinestone Cowboy" — 4:01